# Otoyol 54
Otoyol 54 (kurz O-54) ist eine Teilringautobahn um Gaziantep (Türkei).